# 志布志城
志布志城（しぶしじょう）は、鹿児島県志布志市志布志町（日向国諸県郡救仁院志布志）にあった中世の日本の城（山城）。国の史跡。

## 沿革
築城年代は不明であるが、南北朝時代からこの地が戦乱に巻き込まれたことに伴い次第に拡充されていったと考えられる。名前がはっきりしているところで12世紀から救仁院氏、楡井氏、畠山氏、新納氏、肝付氏と次々と城主が変わった。守護大名・島津氏久が本拠としたこともある。
1577年（天正5年）、志布志は島津氏の直轄地となり、初代の地頭として鎌田政近が任命された。その後も外城として重要な役割を果たしたものの、一国一城令で廃城となった。しかし、建物が無くなっただけで石垣などは破壊されなかったらしい。
1993年（平成5年）3月24日に内城（うちじょう）跡が鹿児島県指定史跡になり、さらに2005年（平成17年）7月14日に国の史跡に指定された。志布志城主新納是久の娘島津常盤(梅窓院)がいる。2017年（平成29年）4月6日、続日本100名城（197番）に選定された。

## 構造

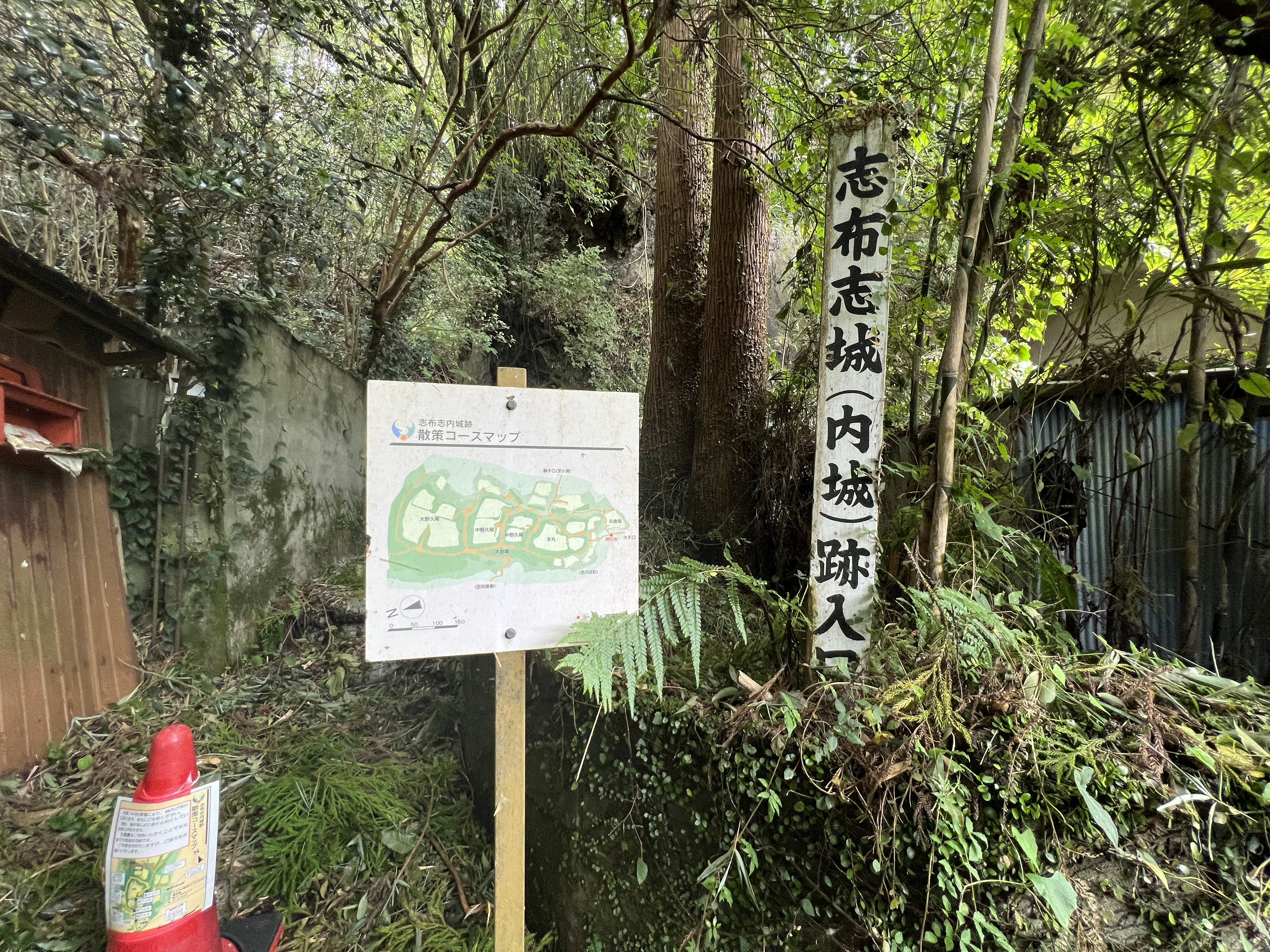
志布志城(内城)跡 入口

志布志市街地を囲む全ての山が志布志城と言っても過言ではなく、志布志小学校の裏山の「内城」、その西側の山にある「松尾城」、志布志中学校前の「高城」と「新城」という4つの城を総称して志布志城と呼ばれていた。「内城」は南北600メートル東西300メートル、6つの廓からなり、その間は空堀で遮る構造となっている。
本丸等一部を除き未整備で立ち入りが困難である。本丸等一部の郭には解説版が設置されていて、大手口にパンフレットが置かれている。